# سنگ‌چشم تانزانیایی
سنگ‌چشم تانزانیایی یا سنگ‌چشم اوهه‌هه با نام علمی Lanius marwitzi پرنده‌ای از راستهٔ گنجشک‌سانان و از تیرهٔ سنگ‌چشمیان آفریقایی است که بومی تانزانیا بوده و علی‌رغم زیستگاه محدودش، جمعیت آن تغییر یا کاهش چشمگیری نداشته و از نظر وضعیت بقا جزو گونه‌های با کمترین نگرانی قرار دارد.